# Kharājīān (ort i Iran)
Kharājīān (persiska: خَراجيان, خَراجيّان, خَراجِيان, كَرَجيان, خراجیان) är en ort i Iran.   Den ligger i provinsen Kermanshah, i den nordvästra delen av landet, 400 km väster om huvudstaden Teheran. Kharājīān ligger 1 408 meter över havet och antalet invånare är 621.
Terrängen runt Kharājīān är huvudsakligen kuperad, men åt sydost är den bergig. Kharājīān ligger nere i en dal.Runt Kharājīān är det ganska tätbefolkat, med 185 invånare per kvadratkilometer. Närmaste större samhälle är Ravānsar, 8,0 km söder om Kharājīān. Omgivningarna runt Kharājīān är i huvudsak ett öppet busklandskap.